# Ishëm
Der Fluss Ishëm (albanisch auch Ishmi) entwässert die Landschaft nördlich der albanischen Hauptstadt Tirana. Seine Länge wird mit 74 Kilometer respektive 79 Kilometer angegeben. Seine tatsächliche Länge beträgt eigentlich aber nur ein Drittel davon, da nur der Unterlauf diesen Namen trägt.
Der Ishëm wird aus diversen Flüssen gebildet, die alle nordöstlich von Tirana im Skanderbeggebirge hinter der Kruja-Kette entspringen. Dies sind im Wesentlichen:
- Der Fluss Tirana (Lumi i Tiranës), der seine Quelle nordöstlich des Berges Dajti hat, ist der größte Zufluss des Ishëm.[1] In einer engen Schlucht (Shkalla Tujanit) durchbricht er die Randkette nördlich des Dajtis. Er tritt dann in die Ebene von Tirana aus, die er in ihrer ganzen Breite nach Westen durchquert. Die Stadt Tirana breitet sich von Süden bis an sein breites, meist aber fast ausgetrocknetes Flussbett aus. Am westlichen Rand der Ebene vereinigt sich der Fluss mit seinem wichtigsten Zufluss, der Lana, die an der Westflanke des Dajti entspringt und südlich des Lumi i Tiranës durch das Stadtzentrum Tiranas nach Westen fließt. Der Fluss verläuft in der Folge nach Norden.
- Ein wenig nördlich des Lumi i Tiranës verläuft die Tërkuza. Auch sie entspringt östlich der äußeren Randkette. In der Schlucht Shkalle e Bovillës, in der sie diese Randkette durchbricht, wird sie hingegen gestaut. Das dahinterliegende Bovilla-Reservoir stellt die Trinkwasserversorgung Tiranas sicher. Das Reservoir fasst 8.000.000 m³ und ist seit Dezember 1998 in Betrieb. Die Tërkuza durchquert die große Ebene in nordwestlicher Richtung, wobei er den Flughafen Tirana passiert.
- Die Zeza (Schwarze) entspringt östlich von Kruja. Sie durchbricht ebenfalls in einer Schlucht (Shkalla e Kryemadhës) die Randkette, tritt in die Ebene aus und fließt in nordwestlicher Richtung durch Fushë-Kruja.

Der vereinigte Flusslauf von Lumi i Tiranës und Tërkuza wird Gjola genannt. Nach einigen Kilometern stößt auch noch die Zeza hinzu. Der Fluss dreht nach Westen ab und heißt fortan Ishëm. Dem Westrand der Ebene folgend, fließt der Ishëm danach nach Nordwesten der Adria zu. In dieser Gegend liegt auch ein gleichnamiges Dorf. Kurz vor der Mündung nimmt er noch die Droja auf, ein in den Bergen nordöstlich von Kruja entspringendes Flüsschen. Südwestlich von Laç mündet der Ishëm in die Rodon-Bucht, die im Westen vom Kap Rodon abgeschlossen wird und Teil des Drin-Golfs ist.
Das vom Ishëm entwässerte Gebiet umfasst 673 Quadratkilometer. Die durchschnittliche Abflussmenge bei der Mündung liegt bei 20,9 m³/s, wobei die höchste Abflussmenge das Jahresminimum um das Sechsfache übertrifft.
Der Ishëm und seine Zuflüsse Lana und Tirana gelten als extrem stark verschmutzt. Abwässer aus der Großstadt Tirana und der Industrie werden ungereinigt in die Flüsse geleitet. Die Anteile an Ammonium, Stickstoffdioxid und Schwebstoffen überschreiten in vielen Messungen die zulässigen EU-Grenzwerte. Bei der Mündung stinkt der Fluss faulig und leitet Abwasser, Plastik und andere Abfälle aus Tirana in die Bucht.
Möglicherweise flossen der Lumi i Tiranës und die Zeza in historischer Zeit nicht in den Ishëm, sondern waren Zuflüsse des Erzen. Es wird vermutet, dass sie damals die Ebene von Tirana in südwestlicher Richtung durchquerten, am westlichen Rand der Ebene die Hügelkette in den beiden heute fast schwellenlosen Einschnitten von Vora (Zeza) respektive Yzberisht (Lumi i Tiranës) durchbrachen und so ins Tal des Erzen gelangten. Erst Bodensenkungen in der Ebene von Tirana haben die Flüsse nach Norden abfließen lassen.
An seiner Mündung befand sich früher die Stadt Bendensis, später Stephaniaka. Sie war Sitz des Bistums Benda.